# Собор преподобных отцов Киево-Печерских, в Ближних пещерах почивающих

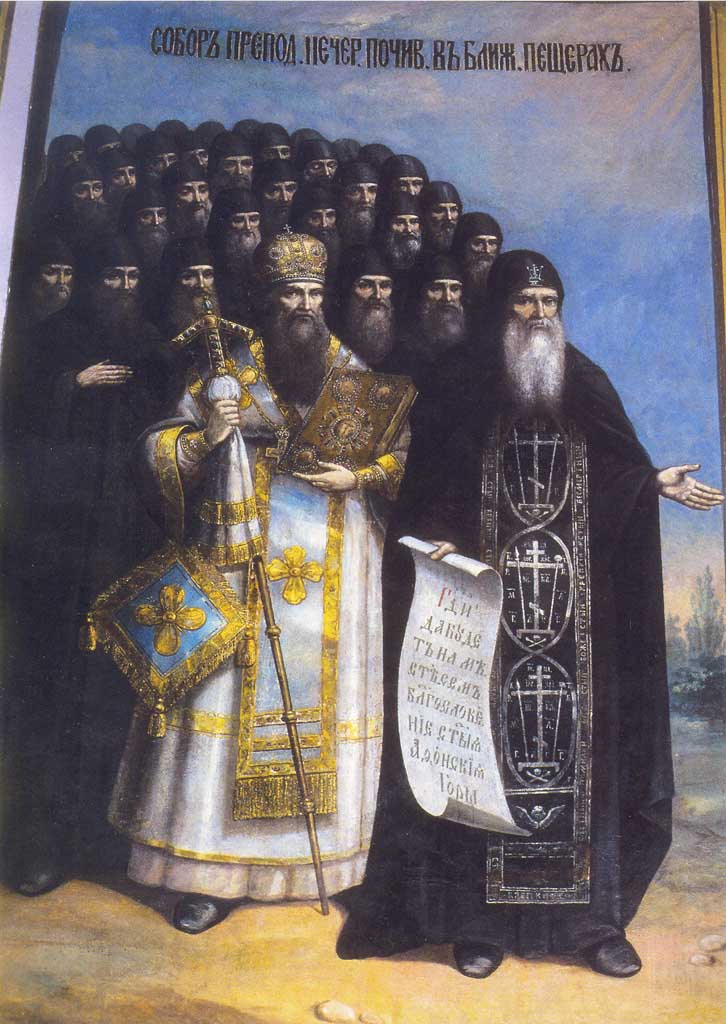
Собор преподобных отцов Киево-Печерских, в Ближних пещерах почивающих

Собор преподобных отцов Киево-Печерских, в Ближних пещерах почивающих — в Русской православной церкви соборная память почитаемых как святых монахов Киево-Печерской лавры, погребённых в Ближних (Антониевых) пещерах лавры. Празднование совершается 11 октября (28 сентября по юлианскому календарю).
Праздник был установлен в 1670 году. Изначально он отмечался в первую субботу после праздника Воздвижения Креста Господня. В 1760 году ближние пещеры были восстановлены после повреждений, вызванных землетрясением, и над ними был построен каменный храм в честь Воздвижения Креста Господня. В 1886 году киевский митрополит Платон перенёс празднование памяти Собора Ближних пещер на 28 сентября.

## Список святых
В составе Собора преподобных отцов Киево-Печерских, в Ближних пещерах почивающих, почитаются следующие святые:
Отдельными цветами выделены:
 Преподобные
 Священномученики
 Преподобномученики
 Мученики
 Святители
| Имя                                                                     | Деяния | День основной памяти | Иллюстрация |
| ----------------------------------------------------------------------- | --- | -------------------- | ----------- |
| Антоний Печерский                                                       | Основатель Киево-Печерской лавры, почитается Русскою церковью как «начальник всех Российских монахов». Житие Антония повествует, что он обладал даром чудотворения: исцелял больных, давая им есть зелень, которой питался сам; предсказал поражение русским войскам в битве с половцами на реке Альте в 1068 году. Мощи преподобного находятся под спудом (то есть не обретены по сей день). | 10 июля              |             |
| Прохор Чудотворец, называемый Лебедником                                | Вёл аскетичный образ жизни, ел не обычный хлеб, а собирал лебеду и, перетирая её руками в муку, делал себе хлеб и им питался. В летнее время он заготовлял себе такой хлеб на весь год, не пил ничего, кроме воды, за это и был прозван «лебедником». Во время жизни святого от постоянных войн начался голод на Руси. Прохор начал делать ещё больше хлеба из лебеды и раздавал его неимущим и погибающим от голода. Тогда все начали обращаться к святому, и он не отказывал никому. На вкус этот хлеб казался сладким, как будто он был смешан с мёдом. Этот хлеб давался только с благословением, а если кто брал его тайно, то такой хлеб становился чёрным и горьким. Позже, в результате междоусобиц князя Святополка Изяславича с волынским князем Давыдом Игоревичем в Киеве не стало карпатской соли. Блаженный Прохор, видя это, собрал в свою келию пепел со всех келий, и, молившись, превращал пепел в чистую соль. Чем больше святой раздавал соли, тем больше её становилось, соли стало достаточно не только для монастыря, но и для остальных людей. | 10 февраля           |             |
| Иоанн Постник                                                           | О житии преподобного Иоанна сохранилось немного сведений, дата и место рождения неизвестны. Жил он предположительно в XIII веке. Сообщение о мощах преподобного Иоанна, почивающих в Ближних пещерах Киево-Печерского монастыря, наряду с сообщениями о мощах других преподобных с таким же именем, впервые встречается в сочинении «Тератургима» монаха Афанасия Кальнофойского 1638 года. Преподобный прославляется в 7-м тропаре 5-й песни канона службы: «Духом водим, сын Вышняго наречеся, Иоанн просвещся постом, словом бо питашеся Божиим паче, нежели пищею». В иконописном подлиннике конца XVIII века о внешнем облике преподобного сказано: «Сед, брада Сергиева, на главе клобук черной, риза преподобническая, испод лазорь». | 7 декабря            |             |
| св.прав. Иулиания дева, княжна Ольшанская                               | Посвящённая святой Иулиании глава «Патерика» содержит также известие о том, как в 1667 году игумен Киевского Михайловского Златоверхого монастыря Феодосий Сафонович пришёл в Печерскую церковь и рассказал, что прежде не удостаивался молиться у гроба подвижницы, но недавно она явилась ему в сновидении и укорила за нерадение к её мощам. По словам митрополита Самуила (Миславского), в 1718 году мощи святой Иулиании пострадали от пожара и были перенесены в Ближние пещеры, где почивают доныне в малой закрытой раке. В XIX веке историк Михаил Максимович высказал предположение, что святая Иулиания жила не ранее первой половины XVI века. В этом случае, по мнению А. Чумаченко, подвижница могла приходиться дочкой Георгию (Юрию) Ивановичу Ольшанскому-Дубровицкому, сыну Ивана Юрьевича, который первым обрёл фамилию Дубровицкого, организовал заговор против господства литовцев в Южной Руси, но был разоблачён и казнён в Киеве в 1481 году. В свою очередь, Наталья Яковенко считает, что святая Иулиания являлась не внучкой, а сестрой Ивана Юрьевича. Если это так, то время земной жизни подвижницы должно быть отнесено к более ранней эпохе. | 6 июля               |             |
| преподобномученики Феодор и Василий                                     | Житие преподобного Феодора мученика неразрывно связано с его современником преподобным Василием, с которым они вместе и пострадали от нечестивого князя и поныне своими святыми мощами покоятся в одной раке в Ближних пещерах Святой Успенской Киево-Печерской Лавры. Вскоре после блаженной их кончины сбылось предсказание преподобного Василия: князь Мстислав Святополкович застрелен был во Владимире на стене, сражаясь с князем Владимиром Игоревичем; и тогда, узнав стрелу свою, которой он ранил блаженного Василия, сказал: «Вот, я умираю теперь за преподобных Феодора и Василия». Итак, злой убийца получил отмщение по делам своим. Преподобные же страдальцы, как победители диавола, побеждающего сребролюбием, увенчались не тленным серебром и золотом, но славой и честью вечной. Гибель Мстислава «Повесть временных лет» относит к 1099 году. | 11 августа           |             |
| Преподобный Поликарп                                                    | Преподобный Поликарп, архимандрит Печерский, жил в XII веке. Он был с юных лет иноком Киево-Печерского монастыря. В зрелых годах, когда он достиг духовной опытности и дара рассуждения, прп. Поликарп был возведен в сан архимандрита и поставлен настоятелем Киево-Печерского монастыря. Святая жизнь преподобного Поликарпа внушала к нему уважение не только монастырской братии, но и многих мирян, приходивших к нему для назидания. Особенную любовь к преподобному Поликарпу питал великий князь киевский Ростислав Мстиславич (1158—1167). Под влиянием преподобного великий князь укреплялся в благочестии и неоднократно просил принять его иноком в монастырь, но прп. Поликарп удержал его, указывая ему на княжеские обязанности. Преподобный Поликарп мирно отошёл к Богу 24 июля 1182 года в глубокой старости. Тело святого было положено в Ближних (Антониевых) пещерах. После его кончины братия не могли избрать себе игумена, так как все достойные старцы по смирению отказывались, предпочитая жить в полном повиновении и проводить время в уединенном богомыслии и молитве, чем управлять другими и развлекаться многоразличными заботами и внешними трудами. И настала великая скорбь и печаль среди братии: все понимали, что такому великому стаду не подобает оставаться без пастыря. И вот по звону колокола все братия собрались в церковь и стали молиться о нужде своей Господу Богу, Его Пречистой Матери, преподобным Антонию и Феодосию и новопреставленному своему игумену Поликарпу, чтобы сей последний указал им, кого избрать игуменом и этим известить, угодил ли кто своей жизнью Господу. После молитвы произошло чудо: собравшиеся иноки неожиданно для себя вдруг стали говорить в один голос, что игуменом нужно избрать благочестивого иерея Василия, служившего на Щекавице (название урочища) в Киеве. Св. Поликарп не только братию иноческую привлек своим примером к добродетели, но и мирских людей наставлял на путь спасения.                                     | 24 июля              |             |
| Преподобный Варлаам, игумен                                             | Варлаам был сыном одного из бояр князя Изяслава Ярославича. Склонный к монашеской жизни подвизался в киевских пещерах вместе с преподобными Антонием и Феодосием. После того как монашеская община разрослась Варлаам был поставлен преподобным Антонием первым игуменом монастыря. "Он был игуменом в пещере еще прежде сложения монастыря Печерского, а потом игуменом монастыря великомученика Димитрия. Он много потерпел от родителей своих за иночество и был странником к святым местам". | 19 ноября            |             |
| Дамиан Целебник                                                         | Инок Киево-Печерского монастыря, пресвитер. Дамиан пришёл в Киево-Печерский монастырь во время игуменства в нём преподобного Феодосия, стал его учеником и, согласно житию, «ревностно подражал ангельскому житию и всем добродетелям преподобного отца и наставника своего». Дамиан возложил на себя строгий пост — ел до самой смерти только хлеб и воду, ночи проводил в молитвах и чтении Священного Писания. Житие сообщает, что он имел дар целительства и когда в монастырь приводили больного, то «Феодосий повелевал блаженному Дамиану творить молитву над болящим». | 5 октября            |             |
| Никодим Просфорник                                                      | Житие преподобного Никодима просфорника неразрывно связано с памятью преподобного Спиридона, также проставленного в лике святых. Был у блаженного Спиридона помощник — один брат, именем Никодим, который во всем был с ним единомыслен и единонравен, в молитве и в ручном труде. Оба они ревностно и богоугодно послужили в деле печения просфор тридцать лет, чисто и непорочно совершая свое дело и, преставившись, в добром исповедании насыщаются славы Божией, которую видят уже больше не под видом предлагаемого хлеба, но лицом к лицу. Мощи преподобных Спиридона и Никодима покоятся в Ближних пещерах, но данные о них на картах 1638 и 1661 годов комментировать не очень легко. На карте 1638 года читаем: «Свв. двух братьев Спиридона и Онисифора лежат тела. Из них-то, когда один кончину принял в Господе, другой ему с места подвинулся, чтобы имел лучший покой». Содержание этой подписи сходно с историей святых побратимов Феофила и Иоанна, которых упоминает карта 1661 года в другом уголке пещер. | 31 октября           |             |
| Лаврентий Затворник                                                     | епископ Туровский | 29 января            |             |
| Афанасий Затворник                                                      | Киево-Печерский патерик рассказывает, что Афанасий был монахом строгой жизни, заболел и умер. Тело его омыли, приготовили к погребению, но так как он был очень беден, то монахи в небрежении не похоронили его, оставив лежать в кельи. Ночью игумену было видение и некто сказал ему — «Человек Божий этот второй день лежит непогребённым, а ты веселишься». Придя в келью игумен с братией увидели, что Афанасий сидит живой и плачет. Затем он ушёл в пещеру, стал затворником и ни с кем не разговаривая прожил в ней 12 лет — «плакал беспрестанно день и ночь, ел немного хлеба и чуть-чуть пил воды, и то через день». | 2 декабря            |             |
| Еразм Черноризец                                                        | Согласно ему Еразм «был очень богат, и всё, что имел, на церковную утварь истратил и оковал много икон». Потратив своё богатство и став нищим, он стал всеми пренебрегаем, что вызвало у него отчаяние и он решил, что не получит «награды за истраченное богатство, потому что в церковь, а не на милостыню роздал его». Начав вести беспутную жизнь, Еразм впал в тяжёлую болезнь и 8 дней пролежал немым и ослепшим. Затем встав он рассказал монахам, собравшимся вокруг него, что во время болезни ему было видение Богородицы, держащую на руках сына своего, Христа, Бога и всех святых. После этого Еразм исповедал перед братией монастыря свои грехи, принял схиму и на третий день скончался. | 24 февраля           |             |
| Лука Печерский                                                          | Преподобный Лука, эконом Печерский на карте Ближних пещер 1638 года упомянут как «св. старец Лука», в 1661 году как «Лука иконом», в 1703 году как «Лука». В 1744 г. как «преподобный отец Лука, игумен Печерский», в 1769–1789 годах как «св. Лука священник», в 1795 году и XIX века как «преподобный Лука, эконом Печерский». Подвизался в Киево-Печерском монастыре в XIII в., исполнял послушание эконома. В 7-й песни канона преподобным Ближних пещер воспевается преподобный Лука «иконом», как добрый делатель заповедей Владычних, но кроме должности экономской, каковую он неизвестно когда отправлял в Киево-Печерской Лавре, больше о нём ничего не известно. Экономы Киево-Печерской Лавры, почитая его своим покровителем, имеют в своих (экономических) помещениях икону преподобного Луки «иконома». | 6 ноября             |             |
| Агапит, врач безмездный                                                 | | 1 июня               |             |
| преподобные Феофил Слезоточивый и Иоанн Богоугодный, мощи в единой раке | О преподобных Иоане Богоугодном, Феофиле Плачливом и Марке Гробокопателе (XI—XII) рассказывает Киево-Печерский патерик Два брата — инока, преподобные Феофил и Иоанн, так любили друг друга, что упросили преподобного Марка приготовить им одну могилу. Спустя много лет, старший брат был послан по монастырским делам. В то время брат Иоанн заболел и умер. Через несколько дней возвратился преподобный Феофил и пошёл вместе с братией посмотреть, где положен умерший. Увидев, что он лежит в общем их гробе на первом месте, вознегодовал на блаженного Марка и сказал: «Зачем положил его здесь на моем месте? Я старше его». Пещерник, со смирением кланяясь преподобному Феофилу, просил простить его. Затем, обратясь к усопшему, сказал: «Брат, встань и дай это место старшему, а ты ляг на другом месте». И мертвый подвинулся во гробе. Увидев это, преподобный Феофил пал к ногам преподобного Марка и просил прощения. Пещерник заметил ему, чтобы он заботился о своем спасении, так как через некоторое время его также принесут сюда. Услышав это, преподобный Феофил пришёл в ужас и решил, что скоро умрет. Раздав все, что имел, и оставив только мантию, он каждый день ожидал смертного часа. Никто не мог удержать его от слез или заставить вкусить сладкой пищи. От слез преподобный Феофил потерял зрение. Преподобный Марк перед кончиной на его мольбу умереть вместе с ним сказал: «Не желай смерти, она придет, хотя бы ты и не желал. Вот что послужит знамением близкой твоей кончины: за три дня до смерти ты прозреешь». Слова святого исполнились. Тело преподобного Феофила положено в Антониевой пещере, в гробе вместе с его братом преподобным Иоанном, вблизи мощей преподобного Марка. Память их также совершается 28 сентября и во 2-ю Неделю Великого поста. Преподобные Феофил Слезоточивый и Иоанн Богоугодный, почивают во единой раке. Тело преподобного Иоанна положено в Антониевой пещере вместе с его братом преподобным Феофила, вблизи мощей преподобного Марка. | 29 декабря           |             |
| Нектарий Послушливый                                                    | | 29 ноября            |             |
| Григорий Иконописец                                                     | Иконописец | 8 августа            |             |
| Кукша                                                                   | Вместе со своим учеником Никоном проповедовал вятичам, жившим на Оке на территории нынешних Орловской и Калужской областей, христианскую веру, за что был зверски убит ими. В житии Кукши Печерского рассказывается о его многочисленных чудесах. | 27 августа           |             |
| Алексий Затворник                                                       | | 24 апреля            |             |
| Савва Богоугодник                                                       | | 24 апреля            |             |
| Сергий Послушливый                                                      | | 7 октября            |             |
| Меркурий Печерский                                                      | Епископ Смоленский | 7 августа            |             |
| Пимен Многоболезненный                                                  | Преподобный Пимен всю свою жизнь с чувством благодарности лежал в болезни, родители со слугами не отходили от него, не разрешая стать монахом, и тогда Господь послал святых Ангелов, чтобы те постригли его в иноческий образ и нарекли Пименом. После чего братия монастыря нашла преподобного облаченным в иноческие одежды, а келья была исполнена благоухания. Прп. Пимен был прикован к постели почти до самой своей кончины, за терпение свое получил дар от Бога исцелять других болящих. Исцелил множество людей, в том числе больного инока, которого принесли к нему в келию, чтобы ухаживать за ними двумя, этот монах прислуживал преподобному Пимену до его кончины, дав обет всю жизнь ухаживать за лежачими больными, в благодарность Богу за чудесное исцеление. | 7 августа            |             |
| Нестор Летописец                                                        | | 27 октября           |             |
| преподобномученик Евстратий                                             | | 28 марта             |             |
| Елладий Затворник                                                       | | 4 октября            |             |
| Иеремия Прозорливый                                                     | | 5 октября            |             |
| преподобномученик Моисей Угрин                                          | | 26 июля              |             |
| Иоанн Многострадальный                                                  | | 18 июля              |             |
| Марк Гробокопатель(Пещерник)                                            | Подвизался в конце XI и в начале XII веков в Киево-Печерской обители. Чистый по сердцу и простой по жизни, он занимался копанием пещер и могил. За этот тяжелый труд преподобный не брал ничего, разве кто сам давал ему что-нибудь да и это он раздавал нищим. Смиряя плоть свою постом, бдением и молитвой, для полного умерщвления её он возложил на чресла свои тяжелые вериги и воздерживался даже в употреблении воды: когда святого мучила жажда, он пил воды лишь столько, сколько вмещалось в его медном кресте, который он всегда носил с собой. Богу угодны были непрестанные труды и подвиги преподобного Марка, и он сподобился такой чудесной силы, что даже мертвецы слушались его голоса. Случилось так, что для умершего брата не было выкопано место для погребения. Тогда, по просьбе преподобного Марка, умерший брат ожил и снова почил на следующий день, когда место для погребения было готово. В другой раз преподобный Марк, сильно утомясь, выкопал узкую и неудобную могилу, куда и положили умершего брата. Из-за неудобства могилы невозможно было ни поправить одежды на умершем, ни даже возлить на него елей. Тогда преподобный Марк, со смирением прося у всех прощения, повелел мертвецу самому возлить на себя масло. И мертвый, приподнявшись немного, простер руку, взял масло, возлил его крестообразно на грудь и на лицо своё и, отдавши сосуд, лег и снова почил вечным сном. Провидев час своей кончины, преподобный Марк с миром отошёл ко Господу и был погребен в Ближних (Антониевых) пещерах. | 29 декабря           |             |
| Никола Святоша                                                          | Князь Черниговский | 14 октября           |             |
| мученик Григорий Чудотворец                                             | | 8 января             |             |
| Онисим Затворник                                                        | | 4 октября и 21 июля  |             |
| Матфей Прозорливый                                                      | | 5 октября            |             |
| Исаия Печерский                                                         | Сведений о жизни и подвиге преподобного Исаии чудотворца сохранилось крайне мало. Преподобный Исаия был монахом Киево-Печерского монастыря в конце XI в. - начале XII в. Он был неутомимым тружеником, постником и молитвенником, за многие свои труды получил от Бога дар чудотворения и способность отражать бесовские нападения. На карте Ближних пещер 1638 года упомянут как «святой старец Исаия работящий», в 1661 и 1703 годах как «Исаия Трудолюбивый», в 1795 году и XIX веке как «преподобный Исаия чудотворец» (в 1744 и 1769–1789 годах по ошибке отмечен как «преп. Исаакий» и «св. Исаакий») и при этом с 1661 года почивал на одном и том же месте. Отдельно память преподобного Исаии празднуется 28 (15 по ст. ст.) мая. | 15 мая               |             |
| Авраамий Трудолюбивый                                                   | | 21 августа           |             |
| Нифонт Печерский                                                        | Епископ Новгородский | 8 апреля             |             |
| Сильвестр Чудотворец                                                    | | 2 января             |             |
| Пимен Постник                                                           | Преподобный Пимен - постник и прозорливец, в Ближних пещерах почивающий, сподвижник священномученика Кукши, предсказавший его кончину и почивший с ним в один день. | 8 Мая и 27 августа   |             |
| Онуфрий Молчаливый                                                      | | 21 июля              |             |
| Анатолий Затворник                                                      | | 3 июля               |             |
| Алипий Печерский                                                        | Киевский мозаичист, иконописец и ювелир конца XI века, ученик греческих мастеров. Первый из названных по имени древнерусский живописец. Прославился как целитель. Согласно легендам, многие произведения Алипия были созданы при участии божественного промысла: так, когда уже перед смертью, из-за физической немощи, преподобный не смог исполнить заказ, к нему явился ангел, которого Алипий сначала принял за человека, но благообразный вид и невероятная скорость работы с которой неизвестный писал икону, выдавали в нем ангела Божия. Икона была готова всего за 3 часа, а благообразный юноша, завершив работу, исчез. По преданию является автором чудотворной иконы Богородицы Свенско-Печерской. | 17 августа           |             |
| Сисой Затворник                                                         | | 24 октября           |             |
| Феофил Затворник                                                        | | 24 октября           |             |
| Арефа Затворник                                                         | | 24 октября           |             |
| Спиридон Просфорник                                                     | | 31 октября           |             |
| Онисифор Исповедник                                                     | | 9 ноября             |             |
| Симон епископ Владимирский                                              | Епископ Суздальский | 10 мая               |             |
| Никон Печерский                                                         | Игумен Печерский | 23 марта             |             |
| Феофан Постник                                                          | | 11 октября           |             |
| Макарий Печерский                                                       | | 19 января            |             |
| Анастасий Печерский                                                     | Жил в конеце XII — начале XIII века — был иноком Киево-Печерского монастыря, имел сан диакона. Почитается в лике преподобномучеников в Православной церкви. «Тератургим», написанный печерским соборным иеромонахом Афанасием Кальнофойским, называет Анастасия братом во Христе преподобного Тита, пресвитера Печерского. Сан диакона ему приписывает «Описание о российских святых», известное по спискам конца XVII века. Точных сведений о его мученичестве не сохранилось и только кондак, тропарь и стихира называют прп. Анастасия - преподобномучеником и постником. В церковной службе Собора преподобных отцов Ближних пещер рассказывается, что он имел такое дерзновение к Богу, что все его прошения исполнялись. | 22 января            |             |
| Двенадцать мастеров греческих                                           | Зодчие Киево-Печерской Великой церкви в честь Успения Пресвятой Богородицы. Их считают греческими мастерами, которые, согласно Киево-Печерского патерику, по чудесному зову Богородицы пришли из Константинополя для постройки и украшения Успенской церкви монастыря. | 14 февраля           |             |
| Авраамий Затворник                                                      | | 29 октября           |             |
| Исаакий Затворник                                                       | | 14 февраля           |             |
| Иоанн мледенец (отрок Иоанн Киевский)                                   | В Лаврентьевской летописи описывается, как после удачного похода князя Владимира (тогда ещё язычника) на ятвягов, по возвращению, старейшины и бояре решили принести благодарственную жертву своим богам. Жребий жрецов Владимира пал на красивого сына варяга-христианина, воина из войска Владимира. Люди пришли забрать мальчика, но отец храбро, с мечем в руках, защищал его и обличал язычников, за их желание ради деревянных истуканов убить ребёнка. Толпа загнала отца с сыном на сени, и подрубила их, сени упали, завалив отца с ребёнком. Существует мнение, что это оказало влияние на князя Владимира и подтолкнуло в дальнейшем к принятию христианства. На месте убийства первых мучеников земли Русской, Владимиром была воздвигнута церковь Пресвятой Богородицы (Десятинная церковь). В одном из житийных сборников XV века под 12 (25) июля оба мученика, отец и сын, уже названы по именам: Феодор и Иоанн. | 25 июля              |             |
| Илия Муромец                                                            | | 19 декабря           |             |
| Никон Сухой                                                             | | 11 декабря           |             |
| Ефрем Переяславский                                                     | | 28 января            |             |
| Тит Печерский                                                           | Преподобный Тит был пресвитером Киево-Печерской Лавры. В Патерике Киево-Печерском, в «Сказании о Тите попе и Евагрии диаконе, имевших между собой вражду», рассказывается, что Тит и Евагрий были друзьями, но враг рода человеческого - дьявол, позавидовав, посеял между ними сильную вражду. Смертельно заболев преподобный Тит молил Евагрия простить его, но тот был непреклонен и сильно злословил на Тита, после чего внезапно упал замертво. Тит же сразу встал совершенно здоровым, и поведал братии, что во время болезни видел, как ангелы отошли от него и плакали из-за его ссор и вражды, тогда он решил просить прощения у Евагрия перед смертью, но когда тот не смилостивился, и стал проклинать Тита, один грозный Ангел сразил его огненным копьем. Евагрий упал бездыханный, а Тит тот час полностью выздоровел. | 27 февраля           |             |
| Ефрем Печерский                                                         | преподобный священник, известен из написанных в честь Собора отцов Ближних пещер церковных служб. |                      |             |
| Евстафий Печерский                                                      | преподобный бывший в миру златарем, известен из написанных в честь Собора отцов Ближних пещер церковных служб. |                      |             |
| святитель Дионисий                                                      | архиепископ Суздальский, известен из написанных в честь Собора отцов Ближних пещер церковных служб. | 26 июня, 15 октября  |             |
| Иероним Печерский                                                       | преподобный, Затворник и чудотворец, известен из написанных в честь Собора отцов Ближних пещер церковных служб. |                      |             |
| Меладий Печерский                                                       | преподобный, святой старец и чудотворец, известен из написанных в честь Собора отцов Ближних пещер церковных служб. |                      |             |
| Пергий Печерский                                                        | преподобный, святой старец, известен из написанных в честь Собора отцов Ближних пещер церковных служб. |                      |             |
| Павел чудесно-послушливый                                               | преподобный инок, известен из написанных в честь Собора отцов Ближних пещер церковных служб. |                      |             |
| Мелетий Печерский                                                       | преподобный, известен из древних рукописных святцев. |                      |             |
| Серапион Печерский                                                      | преподобный, известен из древних рукописных святцев. |                      |             |
| Филарет Печерский                                                       | преподобный, известен из древних рукописных святцев. |                      |             |
| Петр Печерский                                                          | преподобный, известен из древних рукописных святцев. |                      |             |
| Феофил Пещерник                                                         | В одном из ответвлений Ближних пещер 24 мая 1853 года были найдены надписи XI века на сводах: «Господи, помози рабу своему Феодосию и Феофилови, аминь, многа лета»; «Иванов гроб пещерника — Иван грешный се де жил и есть»; на дубовой досточке: «Иван пещерник». Так открылись новые имена печерских отцов: Феофил, Феодосий и Иоанн. | 24 мая               |             |
| Феодосий Пещерник                                                       | В одном из ответвлений Ближних пещер 24 мая 1853 года были найдены надписи XI века на сводах: «Господи, помози рабу своему Феодосию и Феофилови, аминь, многа лета»; «Иванов гроб пещерника — Иван грешный се де жил и есть»; на дубовой досточке: «Иван пещерник». Так открылись новые имена печерских отцов: Феофил, Феодосий и Иоанн. | 24 мая               |             |
| Иоанн Пещерник.                                                         | В одном из ответвлений Ближних пещер 24 мая 1853 года были найдены надписи XI века на сводах: «Господи, помози рабу своему Феодосию и Феофилови, аминь, многа лета»; «Иванов гроб пещерника — Иван грешный се де жил и есть»; на дубовой досточке: «Иван пещерник». Так открылись новые имена печерских отцов: Феофил, Феодосий и Иоанн. | 24 мая               |             |